# Ponsacco
Ponsacco è un comune italiano di 15 650 abitanti della provincia di Pisa in Toscana.

## Geografia fisica

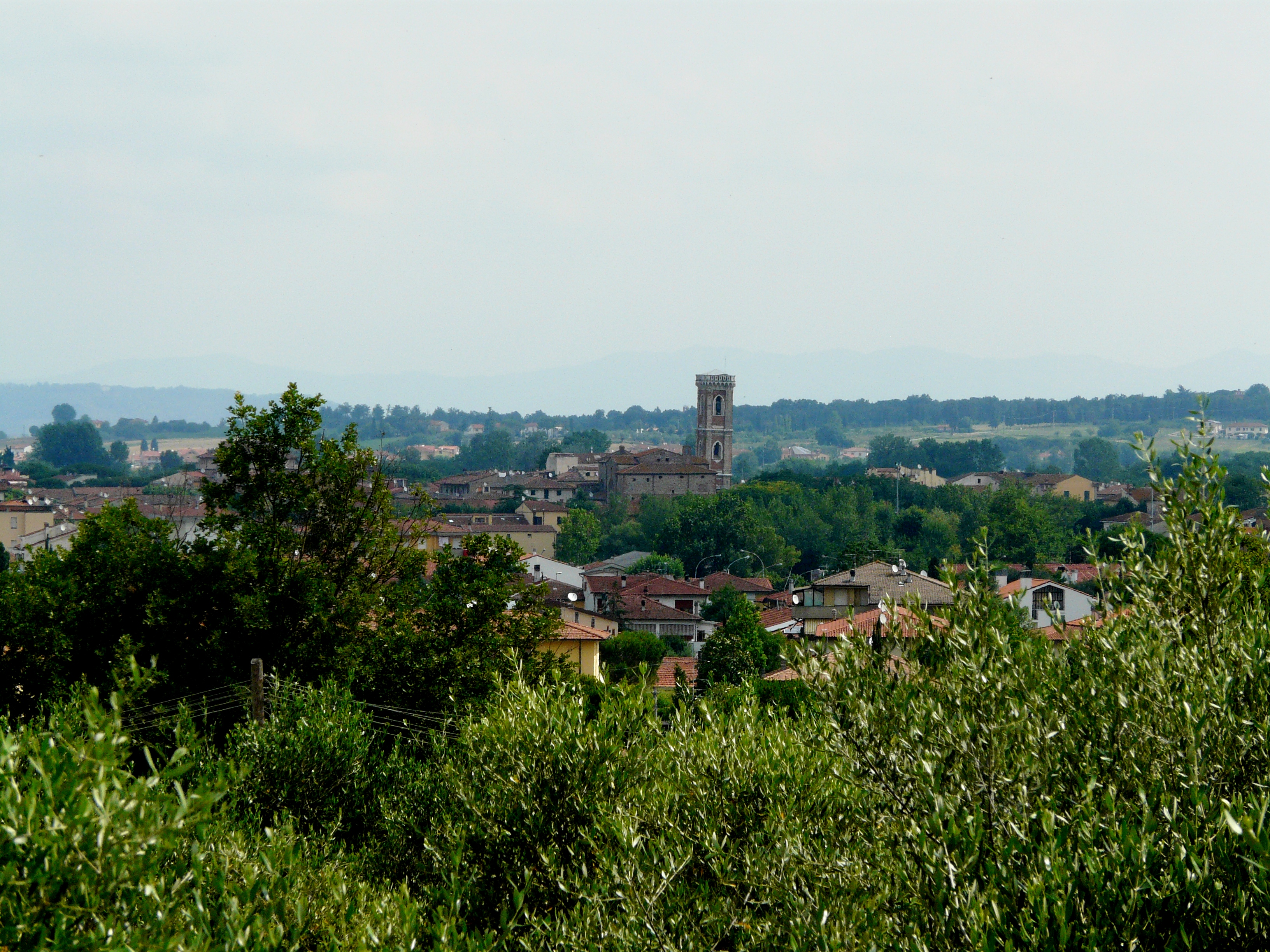
Panorama di Ponsacco

### Territorio
Attraversato dal fiume Cascina e nelle immediate vicinanze del letto del fiume Era, il nucleo abitato nasce su un territorio pianeggiante che si estende per 20 km² ed è prevalentemente urbanizzato. Con una popolazione di oltre 15.000 abitanti, Ponsacco è la seconda città più popolata della Valdera dopo Pontedera dalla quale dista 5 km.
- Classificazione sismica: zona 3s (sismicità bassa) ordinanza PCM 3274 del 20/03/2003

### Clima
- Classificazione climatica: zona D, 1874 GR/G
- Diffusività atmosferica: bassa, Ibimet CNR 2002

Ponsacco essendo prevalentemente pianeggiante ha un clima mite con estati calde che vanno da maggio fino a settembre ed inverni freddi che vanno da novembre a febbraio.

## Origini del nome
Gli storici che nel corso dei secoli hanno citato Ponsacco sono assai numerosi e questo ha contribuito a generare varie ipotesi ed incertezze sull'origine del nome. Attualmente, in base alle fonti più accreditate, si ritiene che il nome nasca dalla fusione di pons sacci che significa ponte di Sacco. È logico supporre che Sacco fosse il nome della persona che aveva fondato il ponte oppure che lo custodiva e riscuoteva i pedaggi di coloro che transitavano sul ponte del fiume Cascina, attualmente situato nelle immediate vicinanze del centro storico, sulla via Salaiola che conduceva alle Saline di Volterra.

## Storia

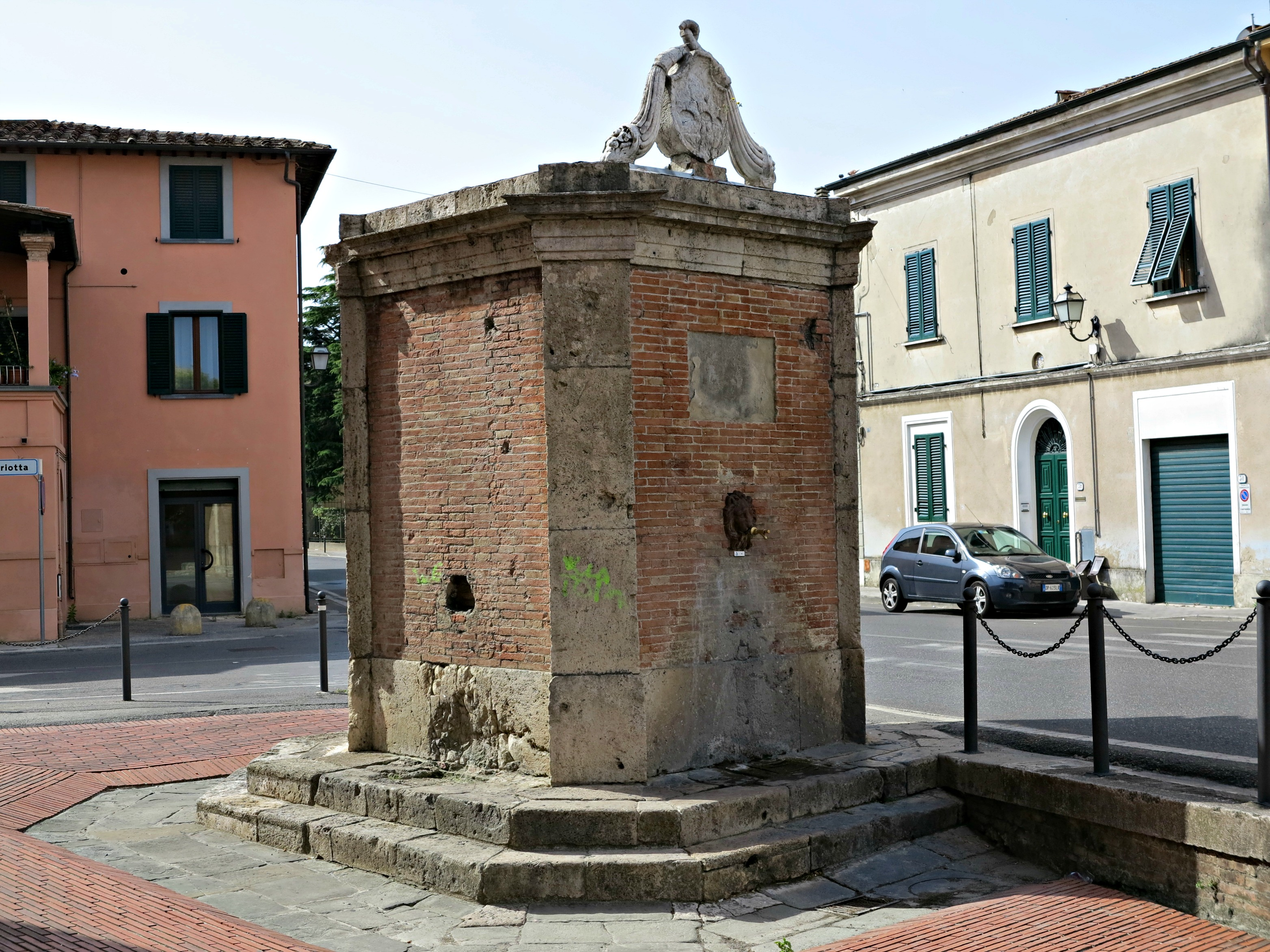
Fonte Granducale

Il paese ha avuto fin dalla sua origine una grande importanza strategica in quanto si trovava al confine delle repubbliche di Pisa e Firenze. Il documento più antico che cita la zona è un rogito notarile conservato presso l'archivio arcivescovile di Lucca datato 17 febbraio 1197 scritto "apud Pontem Sacci" ("presso il Ponte di Sacco").
Nel corso dei secoli il territorio di Ponsacco si è trovato a far parte ora dell'una ed ora dell'altra repubblica.
Nel 1341 i fiorentini, allo scopo di distogliere Pisa dall'assedio di Lucca, occuparono la zona di Pontedera e Cascina sferrando un attacco ai castelli di Ponte di Sacco, Appiano (grosso castello nelle vicinanze di Ponsacco) e Petriolo. Dopo il saccheggio la pieve di Appiano fu annessa alla chiesa di Ponsacco, dove si trasferirono anche gli appianesi che sopravvissero alla disfatta operata dai fiorentini. Dopo questo avvenimento, nei giorni delle Rogazioni divenne tradizione che il pievano di Ponsacco si portasse in processione a benedire il luogo del cimitero della distrutta pieve d'Appiano.
Dal borgo di Appiano originò un'importante stirpe detta appunto "degli Appiano", tra i rappresentanti della quale si annovera Jacopo d'Appiano. Quest'ultimo insieme alla consorteria dei Lanfranchi nel 1392 fece uccidere a tradimento Pietro Gambacorti e avvelenò i suoi due figli e ciò lo portò per quasi un decennio alla signoria di Pisa.
Risale a questo periodo la nascita dell'insediamento nel sito dell'attuale centro storico. Negli anni 1356-66 come risulta da una pergamena del 1366 custodita nell'archivio arcivescovile di Lucca, il doge di Pisa Giovanni dell'Agnello fece costruire una fortificazione cinta da bastioni e circondata da un fosso alimentato dalle acque del fiume Cascina. Tale fortificazione coincide con l'attuale centro storico del paese.

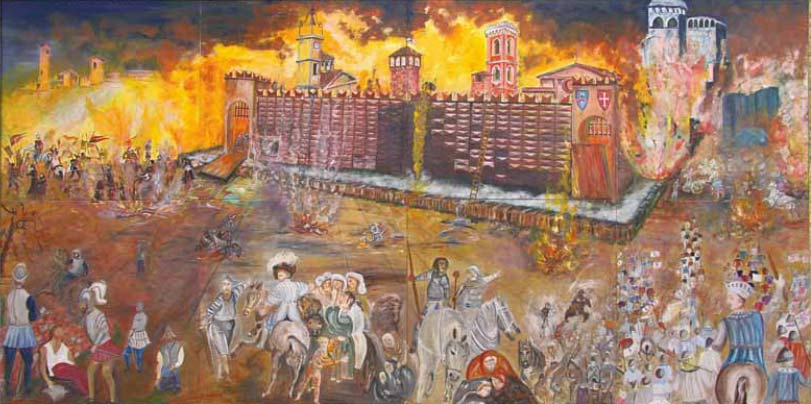
Affresco della battaglia del Castello del Ponte di Sacco

Negli anni a seguire il castello fu oggetto di continui assalti e assedi da parte dei fiorentini fino a che questi ultimi riuscirono nel 1406 a prenderne il controllo, che manterranno per quasi 90 anni fino al 1494. Durante il breve controllo della seconda Repubblica Pisana, il castello fu assediato e riconquistato da Firenze nel 1497 con l'esercito guidato da Guidobaldo da Montefeltro. Le contese tra le due repubbliche continuarono fino al 1509, anno in cui i fiorentini, sul punto di perdere nuovamente il castello, abbatterono le mura e quasi tutte le torri.
Dal 1637 al 1781, il paese fu la sede del marchesato di Camugliano e Ponsacco nella Val d'Era; fu concesso nel 1637 da Ferdinando II de' Medici (tramite il R. Scrittoio delle Possessioni) al senatore Filippo Niccolini, fratello minore di Francesco (dal 1643 al 1650 marchese di Campiglia d'Orcia), insieme alla tenuta e villa medicea per 50.000 scudi.
La tenuta fu messa in produzione come azienda vinicola dalla famiglia Niccolini che tuttora ne è proprietaria. Il marchesato si estendeva per circa 9 miglia con 190 famiglie e vi risiedeva un commissario feudale.
L'amministrazione comunale che farà da modello per quella attuale fu istituita negli anni 1808 - 1814 sotto l'occupazione francese derivante dalle guerre napoleoniche.
Nella seconda metà dell'800 fino alla prima metà del 900 il paese ebbe una buona prosperità anche se l'economia rimase prettamente agricola. Nel secondo dopoguerra si sviluppò un gran numero di piccole imprese artigiane dedite soprattutto alla produzione di mobili e arredamento, tradizione che continua tutt'oggi. Anche la vicinanza con le grandi fabbriche presenti a Pontedera, prima tra tutte la Piaggio, contribuì molto allo sviluppo economico.
Ai nostri giorni Ponsacco presenta un elevato sviluppo edilizio sia legato alle attività economiche, sia di tipo residenziale.

### Simboli
Lo stemma comunale, concesso con regio decreto del 7 luglio 1889, è d'argento al ponte arcuato di rosso, uscente dalla campagna mareggiata di azzurro, e sopra il ponte si trova un contadino che porta un sacco sulle spalle, al naturale. Lo scudo è sormontato da una corona formata da un cerchio di muro d'oro, aperto di quattro porte, sormontato da otto merli dello stesso, uniti da muriccioli d'argento. Il gonfalone è un drappo trinciato di rosso e di azzurro collo scudetto del Comune in cuore.

## Monumenti e luoghi d'interesse

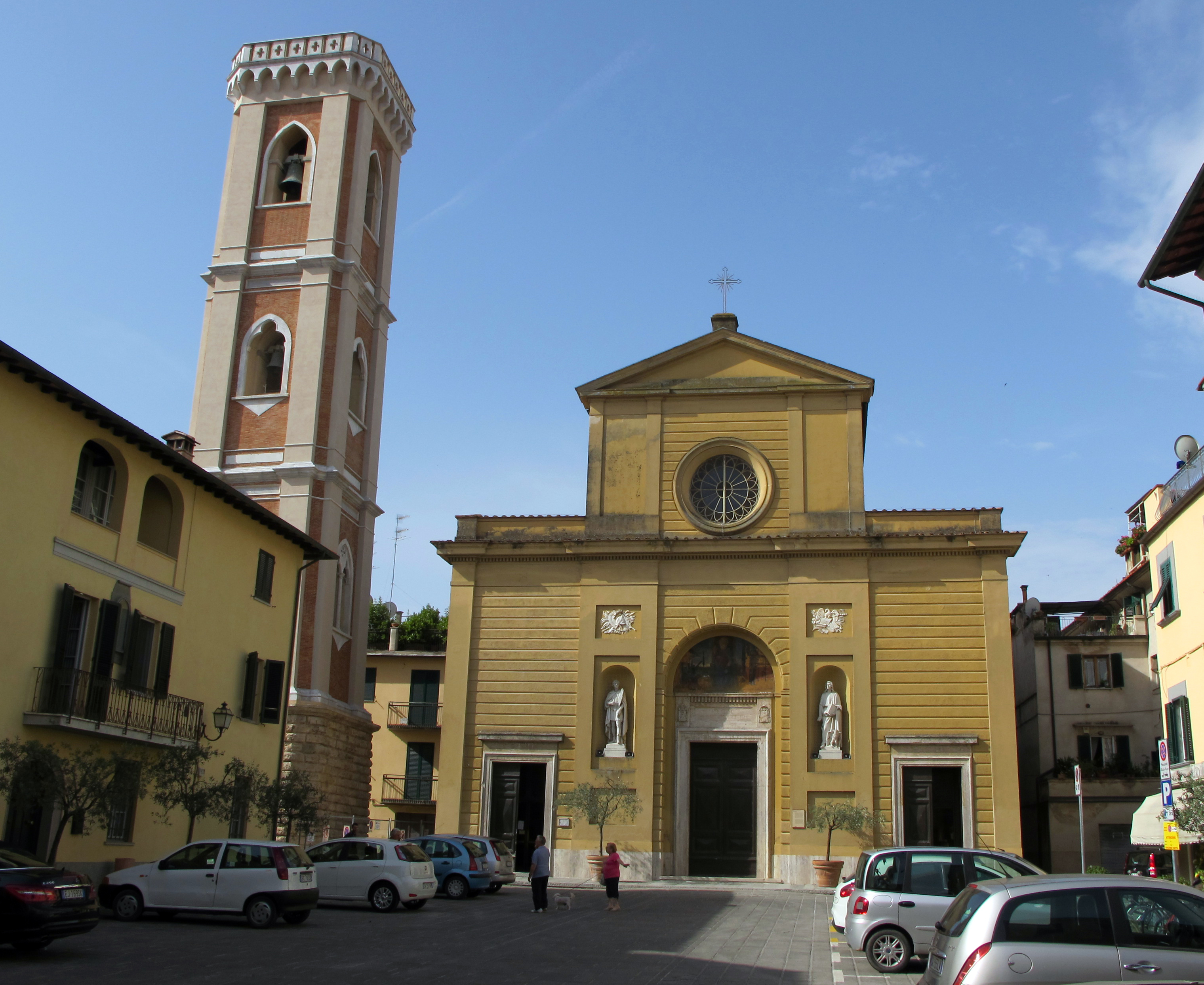
Arcipretura di San Giovanni Evangelista

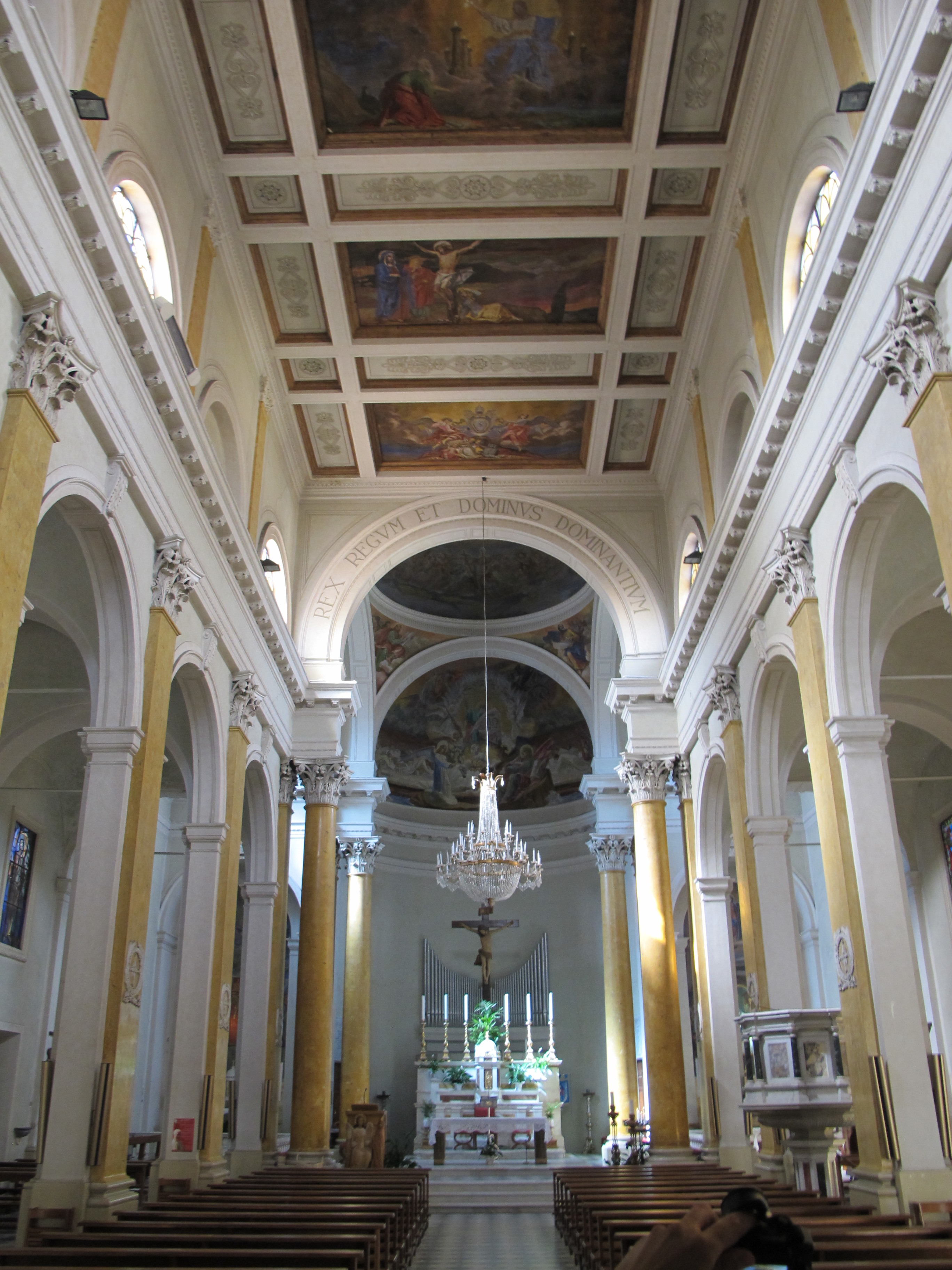
Interno della Chiesa di San Giovanni Evangelista

### Architetture religiose
- Chiesa di San Giovanni Evangelista
- Campanile di San Giovanni Evangelista
- Antica Pievania (detta il Battistero)
- Chiesa di San Giovanni Bosco
- Chiesa dei Santi Marco e Lucia
- Chiesa di Sant'Andrea Apostolo, in località Sant'Andrea
- Chiesa di San Frediano a Camugliano
- Chiesa di San Bartolomeo Apostolo a Le Melorie
- Chiesa del Corpus Domini a Val di Cava
- Oratorio della Madonna della Tosse
- Oratorio di San Sebastiano (San Bastiano)
- Oratorio di San Pietro (San Pierino) a Camugliano
- Oratorio di San Filippo a Camugliano
- Convento delle Suore Sacramentine

### Architetture civili

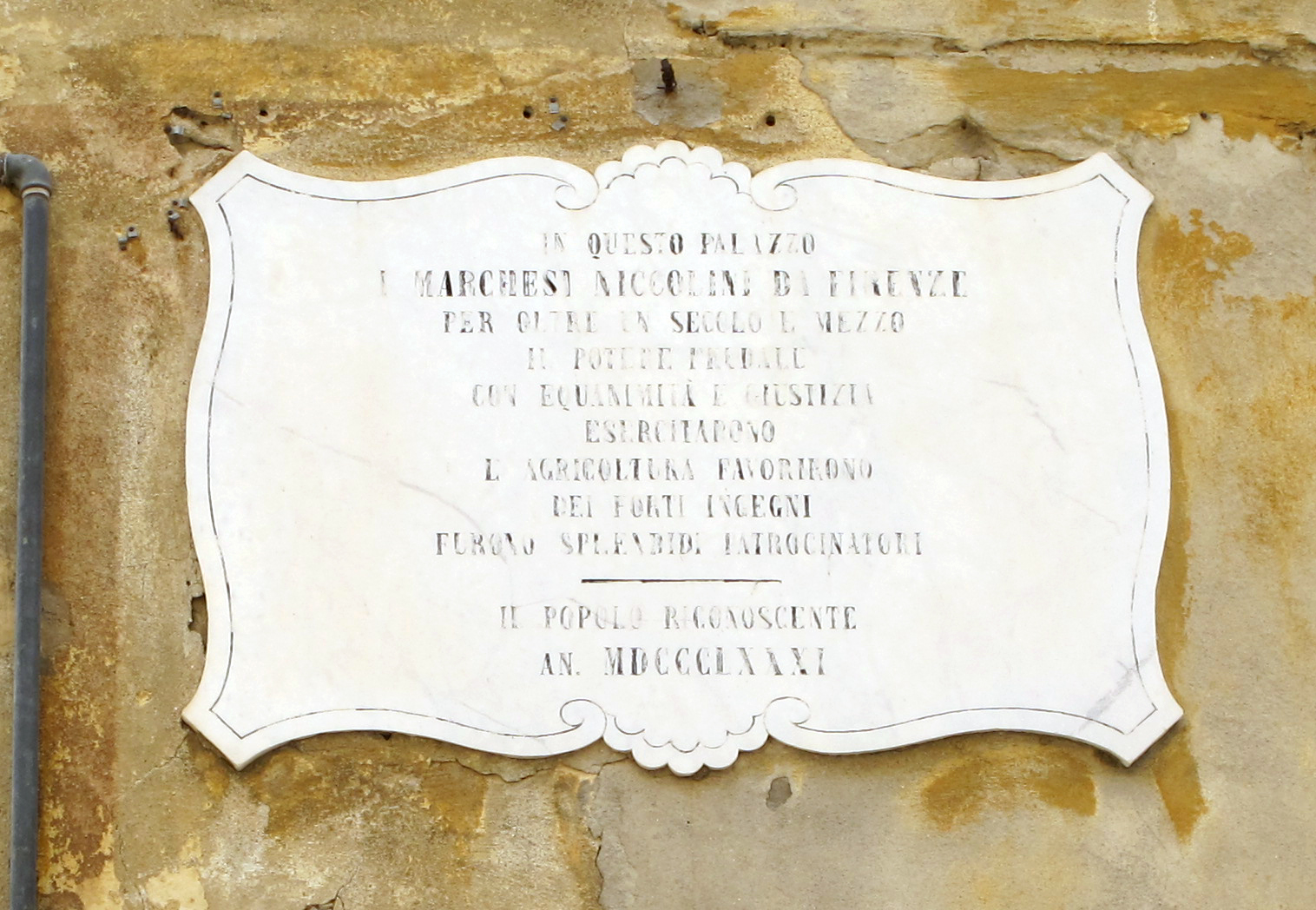
Lapide marchesi Niccolini

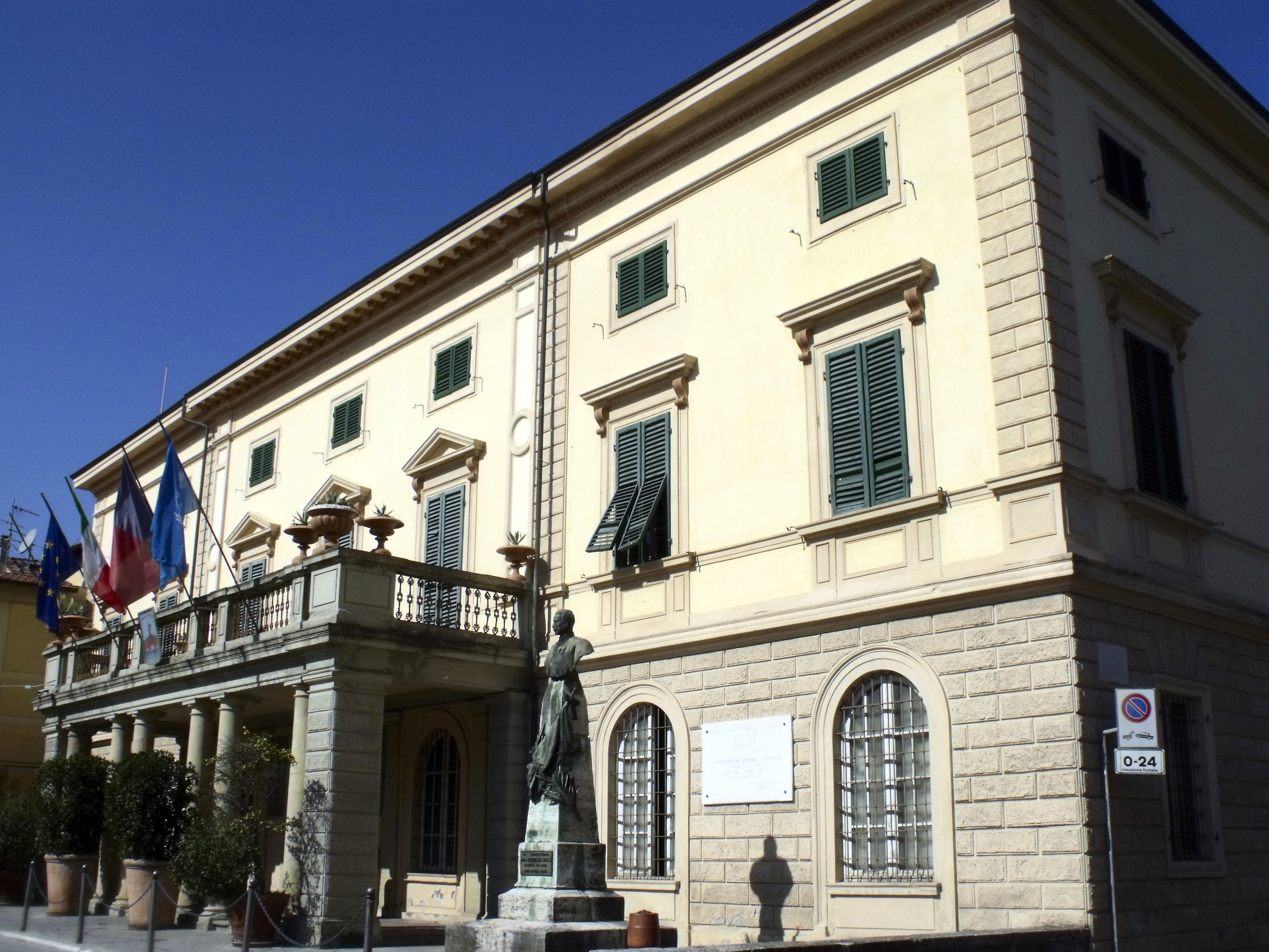
Palazzo comunale

- Villa medicea di Camugliano (anche nota come Villa Niccolini)
- Palazzo Valli
- Villa Elisa
- Palazzo Comunale
- Palazzo Chiavaccini
- Cimitero Comunale
- Porta Pisana
- Porta Fiorentina
- Fonte Granducale
- Ponte sulla Cascina
- Monumento Rodolfo Valli
- Monumento al Falegname
- Monumento ai Caduti

### Aree naturali

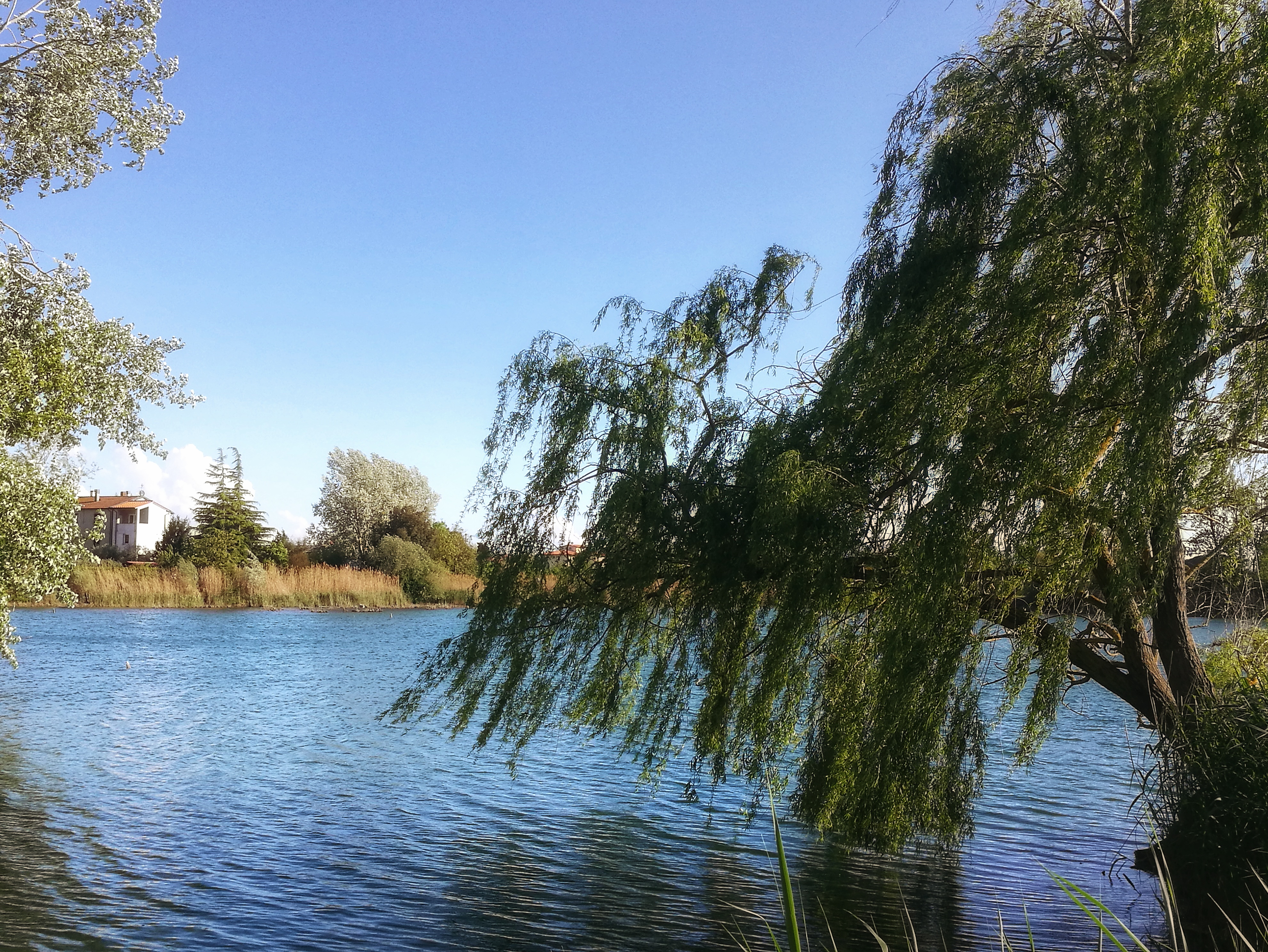
Parco Il Cavo

- Parco naturale "Il Poggino"
- Parco Tenuta di Camugliano
- Castagnicci
- Petriolo
- Parco Il Cavo

## Società

### Evoluzione demografica
Abitanti censiti

### Etnie e minoranze straniere
Secondo i dati ISTAT al 31 dicembre 2018 la popolazione straniera residente era di 1 551 persone.
Le nazionalità maggiormente rappresentate in base alla loro percentuale sul totale della popolazione residente erano:
- Romania 431 2,76%
- Albania 344 2,20%
- Marocco 171 1,1%

### Tradizioni e folclore
Gli abitanti sono chiamati scherzosamente dai comuni vicini, specialmente dai pontederesi, rubbaorsi cioè ruba orsi.
Si narra che una banda di briganti ponsacchini guidati da un tale Cecco volesse andare a rubare un maiale, in una stalla.
A loro insaputa, però, il padrone del suino aveva dato ospitalità ad un saltimbanco di passaggio, facendo dormire l'orso che questi aveva portato con sé nella stalla, al posto del maiale. I ponsacchini entrarono, quindi, nella stalla buia e cercando a tentoni, si ritrovarono di fronte la belva feroce. Per deridere i ladri mancati furono definiti ruba orsi.

## Cultura

### Teatro
- Cinema Teatro Odeon
- Auditorium Mons. Elio Meliani

### Musica
Il coro "Amici della musica" di Ponsacco, fondato nel 1974, si è esibito in Francia, Austria, Spagna, Inghilterra e Palestina e in Vaticano alla presenza dei pontefici Paolo VI e Giovanni Paolo II. Il coro organizza una rassegna nazionale di canto corale.

## Geografia antropica

### Frazioni
Il territorio del comune di Ponsacco, oltre al capoluogo, comprende tre frazioni:
- Camugliano
- Le Melorie
- Val di Cava (1 146 abitanti)[10]

## Infrastrutture e trasporti

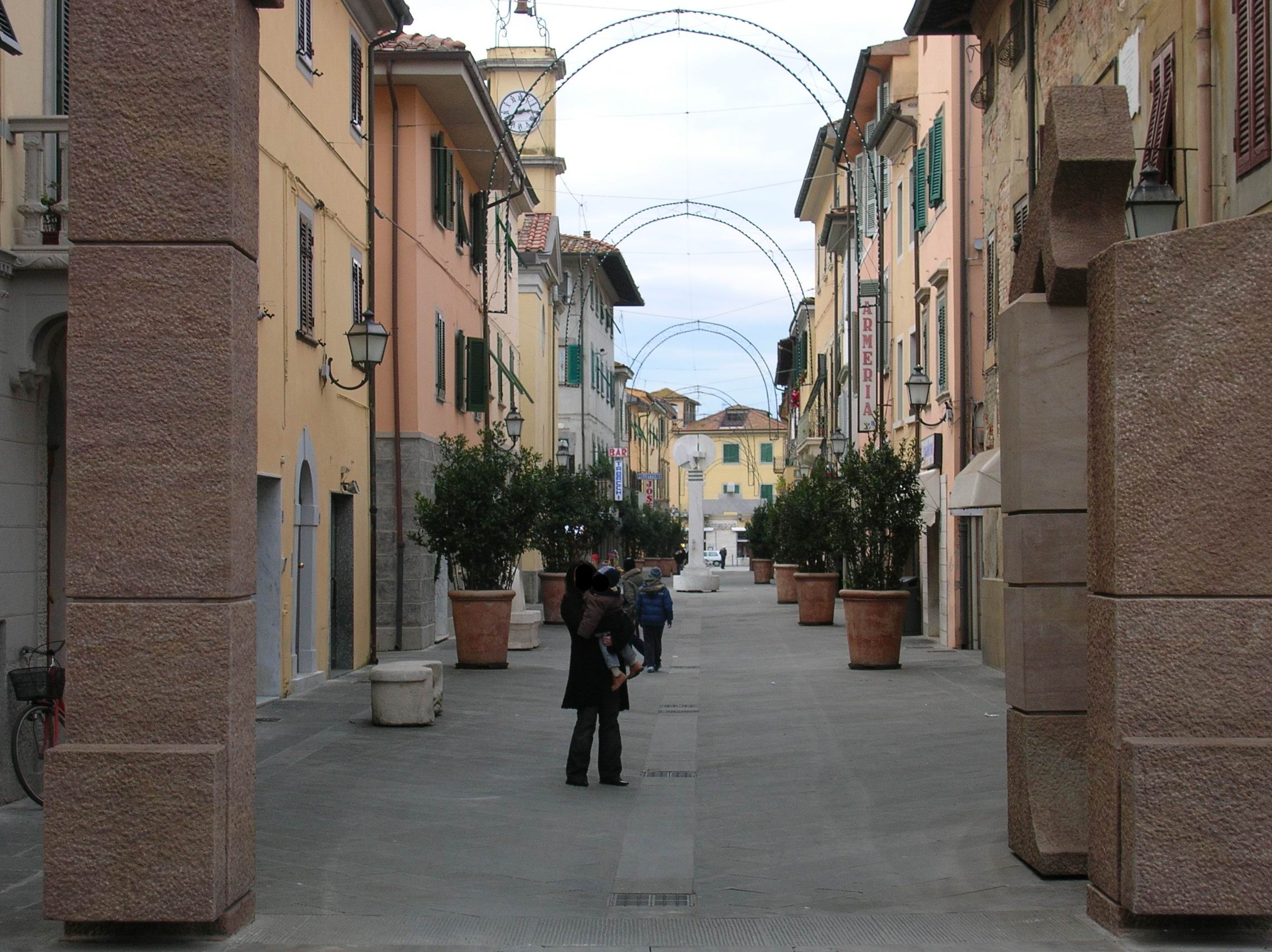
Corso Giacomo Matteotti

### Strade
- Strada di grande comunicazione Firenze-Pisa-Livorno.
- Strada statale 439 Sarzanese Valdera, ora regionale (SRT 439), che attraversa tutta la zona.

## Amministrazione
Di seguito è presentata una tabella relativa alle amministrazioni che si sono succedute in questo comune.
| Periodo        | Periodo        | Primo cittadino      | Partito                                               | Carica  | Note   |
| -------------- | -------------- | -------------------- | ----------------------------------------------------- | ------- | ------ |
| 8 luglio 1985  | 25 luglio 1990 | Silvano Granchi      | Partito Comunista Italiano                            | Sindaco | [ 11 ] |
| 25 luglio 1990 | 23 aprile 1995 | Bellarmino Bellucci  | Partito Socialista Italiano                           | Sindaco | [ 11 ] |
| 23 aprile 1995 | 13 giugno 1999 | Silvano Granchi      | Progressisti                                          | Sindaco | [ 11 ] |
| 13 giugno 1999 | 13 giugno 2004 | Silvano Granchi      | centro-sinistra                                       | Sindaco | [ 11 ] |
| 13 giugno 2004 | 7 giugno 2009  | Alessandro Cicarelli | lista civica di centro-sinistra: Ponsacco Democratica | Sindaco | [ 11 ] |
| 7 giugno 2009  | 25 maggio 2014 | Alessandro Cicarelli | lista civica di centro-sinistra: Ponsacco Democratica | Sindaco | [ 11 ] |
| 25 maggio 2014 | 9 giugno 2024  | Francesca Brogi      | lista civica: Ponsacco può, PD, SEL                   | Sindaco | [ 11 ] |
| 9 giugno 2024  | in carica      | Gabriele Gasperini   | lista civica di centro-destra "Ponsacco SI.cura"      | Sindaco |        |

### Gemellaggi
- Brignais
- Nanoro
- Treuchtlingen
- Aguenit

## Sport
La principale squadra del paese è L'F.C Ponsacco 1920, che ha visto come miglior risultato nella propria storia la partecipazione a diversi campionati professionistici di Serie C.

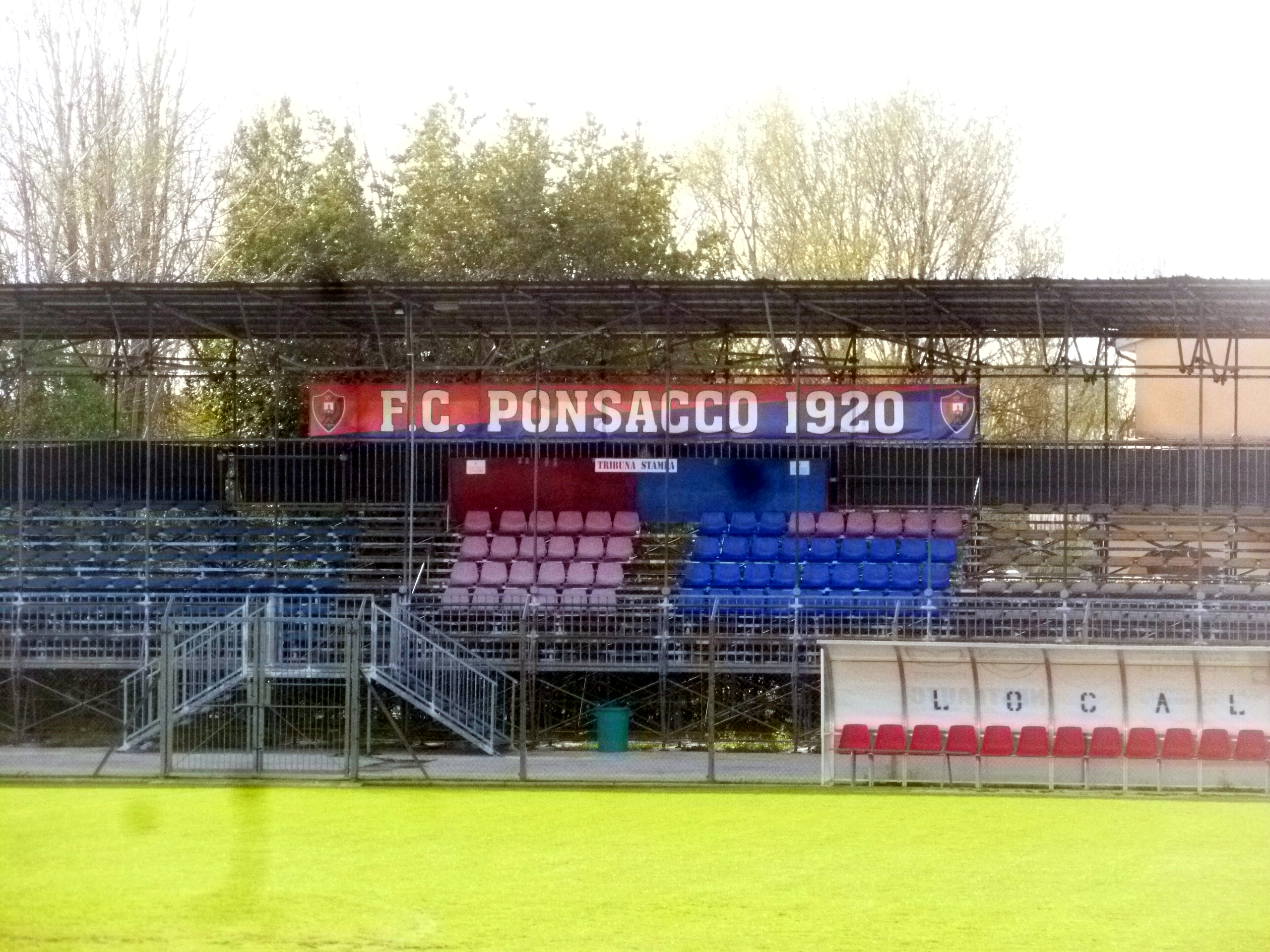
Stadio comunale di Ponsacco

Di seguito le varie squadre sportive presenti nel territorio:
- FC Ponsacco 1920 S.S.D., militante in Serie D nel campionato 2019-2020
- Mobilieri Ponsacco
- Talea Ponsacco
- A.S.D Volley Ponsacco
- Ciclistica mobilieri Ponsacco
- A.S.D Basket Ponsacco
- A.S.D. Loto Nero Arti Marziali